# Ptychotricos
Ptychotricos es un género de polillas de la subfamilia Arctiinae.

## Especies
- Ptychotricos elongata Schaus, 1905
- Ptychotricos episcepsidis Draudt, 1931
- Ptychotricos fenestrifer Zerny, 1931
- Ptychotricos zeus Schaus, 1894